# Burgstall Altenschneeberg
Der Burgstall Altenschneeberg, auch Schneeberger Schloss genannt, ist eine ehemalige hochmittelalterlich bis frühneuzeitliche Adelsburg auf einer Bergkuppe des Schlossbergs bei dem Ort Altenschneeberg, einem Ortsteil der Gemeinde Tiefenbach im Oberpfälzer Landkreis Cham in Bayern. Die zweiteilige Höhenburg ist fast vollkommen abgegangen, nur noch sehr wenige Reste zeugen von ihr. Der Burgstall ist jederzeit frei zugänglich und dient als Aussichtspunkt.
Das vom bayerischen Landesamt für Denkmalpflege als „Mittelalterlicher Burgstall“ erfasste Bodendenkmal trägt die Denkmalnummer D-3-6541-0005.

## Geographische Lage

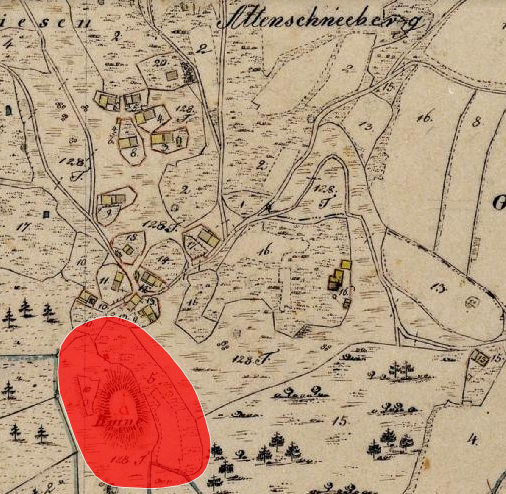
Lageplan des Burgstalls Altenschneeberg auf dem Urkataster von Bayern

Die ehemalige Burg Altenschneeberg befindet sich im östlichen Teil des Oberpfälzer Waldes, nur wenige Kilometer westlich der Grenze zu Tschechien auf einem Ausläufer des Signalberges, des sogenannten Schlossbergs. Dieser Ausläufer erstreckt sich als Bergsporn in südliche Richtung und steigt an seiner Spitze bis auf 765 m ü. NN an. Begrenzt wird der Sporn auf der östlichen Seite vom Tal der Schwarzach und auf der Westseite vom Tal der Ascha. Der Burgstall liegt etwa 250 Meter über dem Tal unmittelbar südwestlich der Ortschaft Altenschneeberg, etwa 2750 Meter westlich der katholischen Pfarrkirche Sankt Vitus in Tiefenbach und circa 25 Kilometer nordnordwestlich von Cham.
In der Nähe befinden sich noch weitere ehemalige mittelalterliche Befestigungen, wenig nordnordwestlich die Burgruine Frauenstein auf dem gleichen Berg, die Burgruine Treffelstein in der gleichnamigen Ortschaft Treffelstein und die Ruine der Burg Hirschstein in Tschechien in östlicher Richtung, die Ruine Haus Murach im Westen und die Burgruine Thanstein und der Burgstall Altenthanstein in südwestlicher Richtung.

## Geschichte

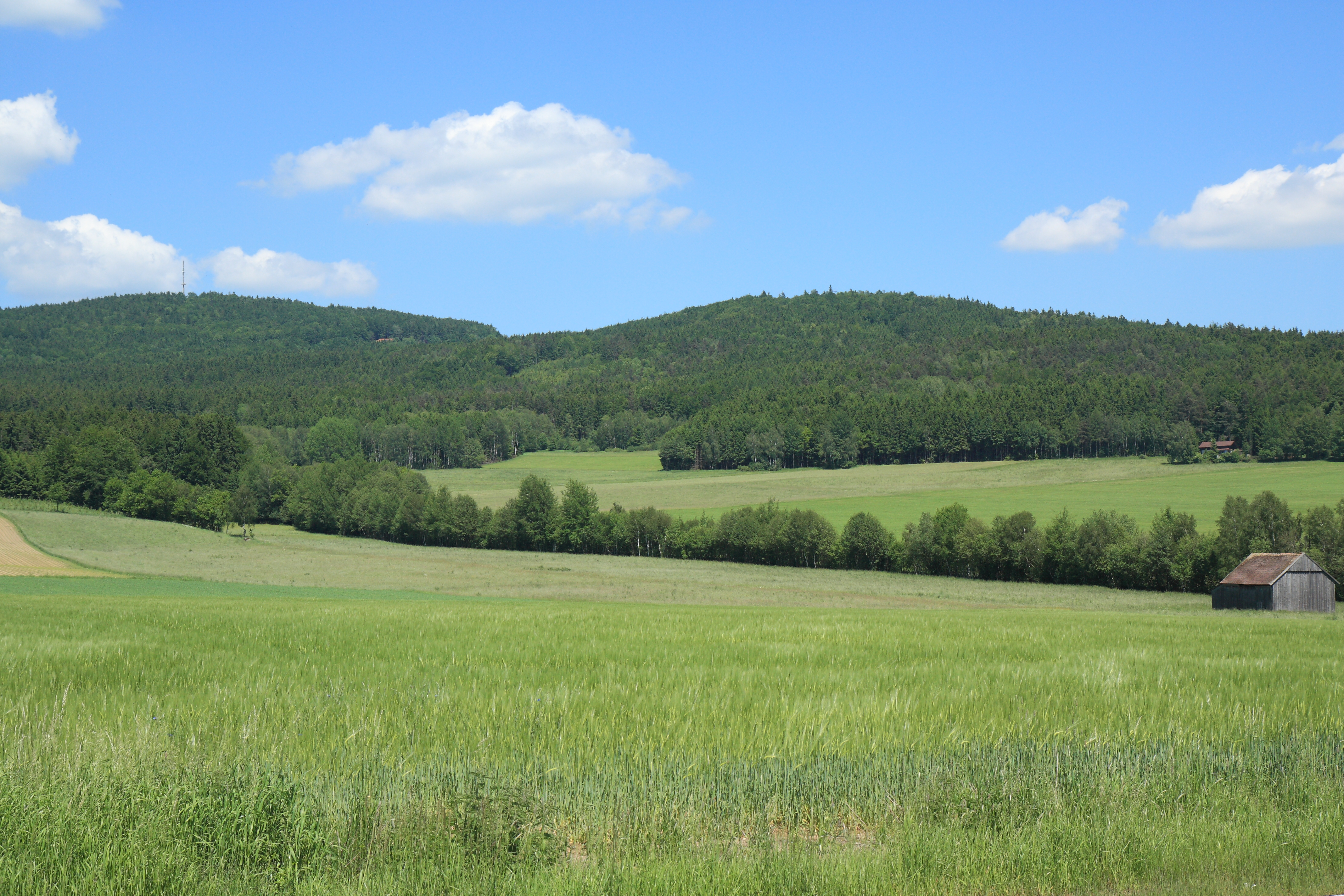
Bild 2: Ansicht des Bergspornes auf dem die Burg Altenschneeberg stand

Über die Entstehungszeit und die älteste Geschichte der Burg Altenschneeberg ist nicht sehr viel bekannt. Im Jahr 1180 wurde in Regensburg ein „Marquardus Snebergarius“ erwähnt, ob er aber mit der Burg in Verbindung gebracht werden kann, ist nicht bekannt. Erst 1237 wurde mit „Dietricus iudex de Sneberc“, der nochmals 1238 und 1250 als Zeuge in Urkunden der Grafen von Ortenburg auftrat, ein Vertreter des Geschlechts erwähnt. Burg Altenschneeberg wurde wohl von ihnen in der ersten Hälfte des 13. Jahrhunderts errichtet. Das Auftreten in Ortenburger Urkunden deutet auf eine Zugehörigkeit Altenschneebergs zur Ortenburger Herrschaft Murach hin.
Bald darauf befand sich die Burg zu Lehen oder ganz in Besitz der Herren von Sigenhofen und wurde zum Streitobjekt zwischen dem Herzog Ludwig II. von Oberbayern und dem niederbayerischen Herzog Heinrich XIII. Nach der bayerischen Landesteilung im Jahre 1255 gehörte Altenschneeberg eigentlich zum niederbayerischen Gebiet von Herzog Heinrich, doch wurde in einem Einigungsvertrag zwischen den beiden Herzögen 1280 festgelegt, dass Ludwig dem jungen Sigenhofer die Burg zurückzugeben hatte.
Trotzdem bleiben die Besitzverhältnisse zu dieser Zeit noch etwas unklar, denn 1296 wurde in einem Tauschvertrag Burg und Herrschaft Altenschneeberg von „Friedrich von Sigenhofen“ an Herzog Otto III. von Niederbayern übergeben. Dies wird auch in einem Straubinger Urbar aus den Jahren kurz nach 1301 bestätigt. Dort heißt es: „…das Haus ze Sneberch…hat gechauffet der hertzog mit geriht von Fridreichen dem Sigenhovener“. In einem späteren Straubinger Urbar aus den Jahren um 1311/12 heißt es dagegen: „Sneberch diu purkh…daz ist des Sigenhovers gut“.

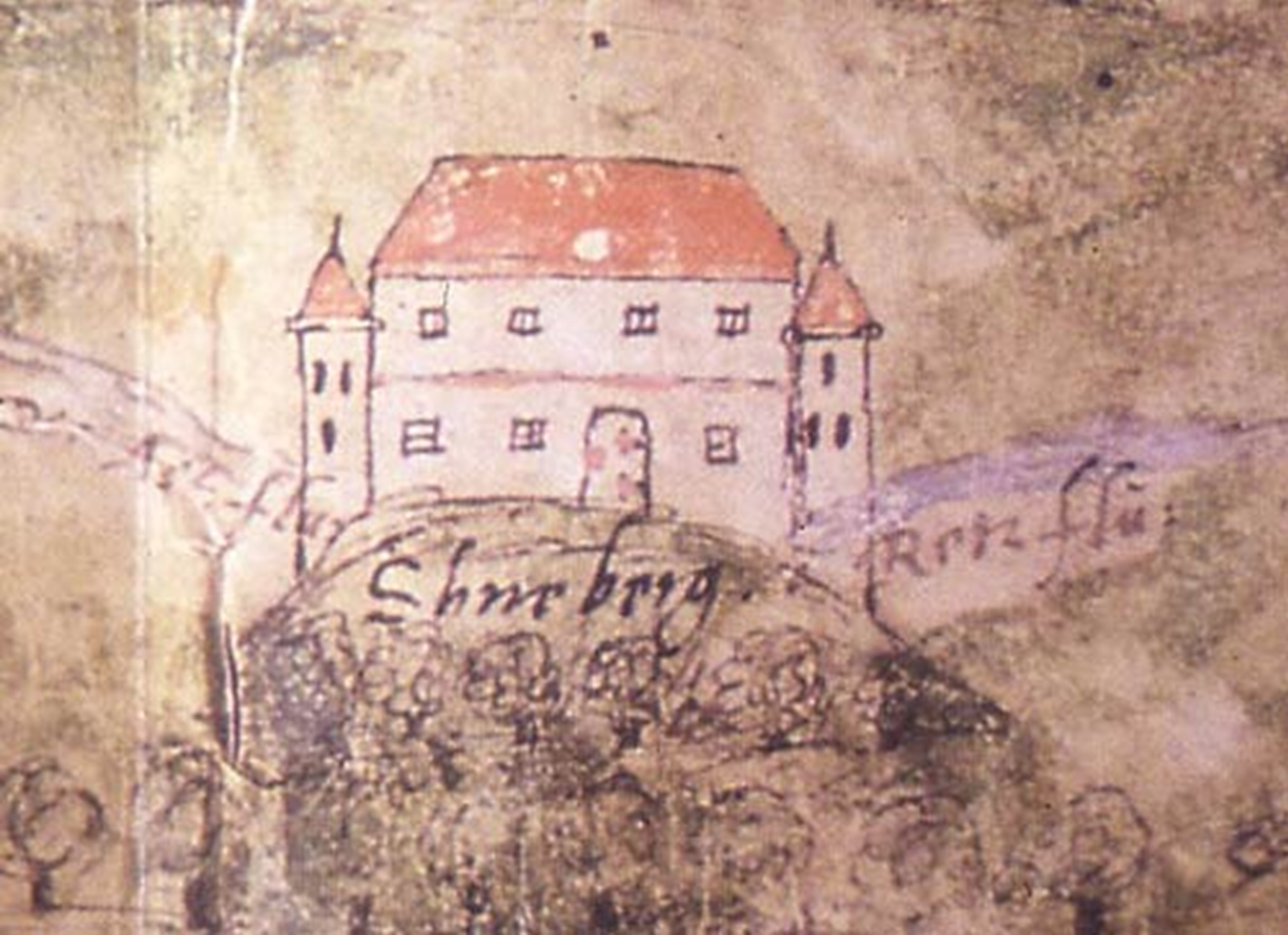
Idealisierte Ansicht der Burg aus der zweiten Hälfte des 16. Jahrhunderts

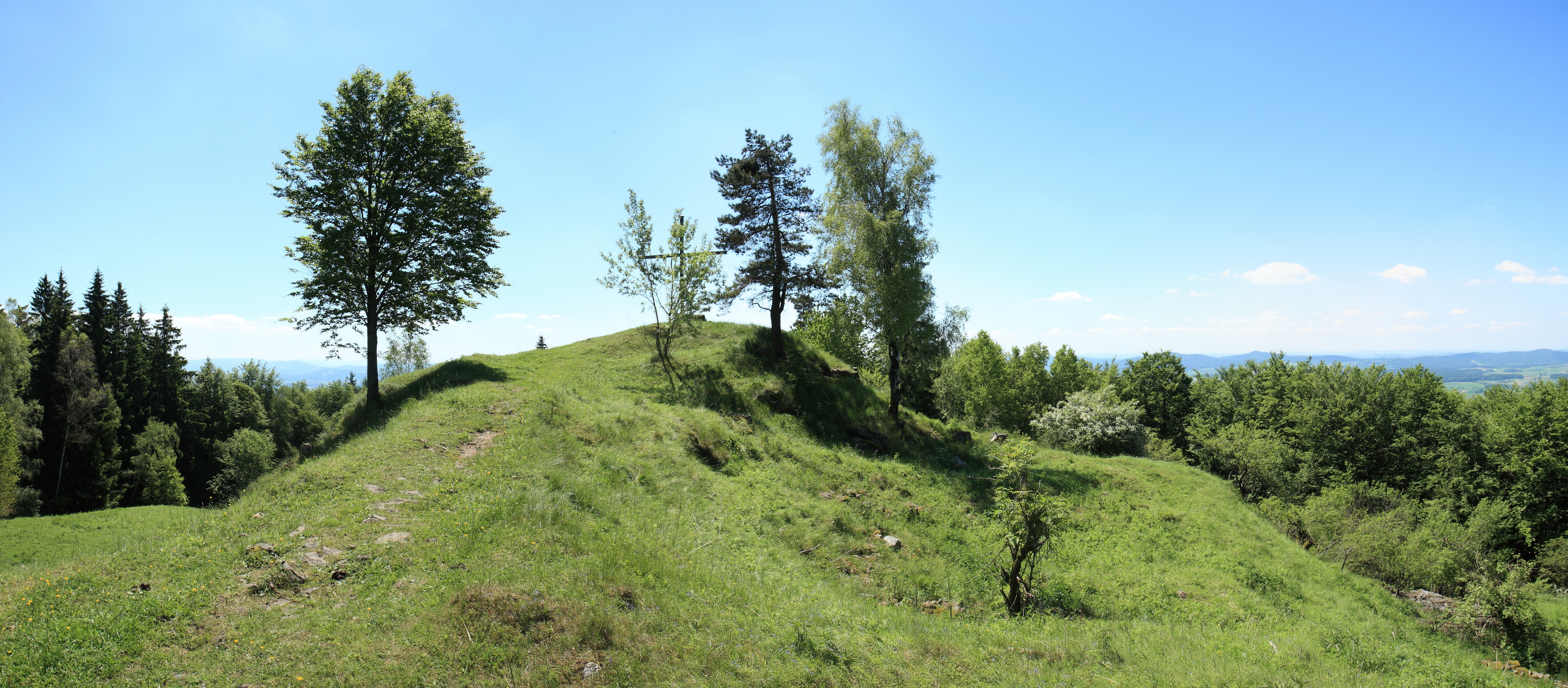
Bild 3: Ansicht der Oberburg von Altenschneeberg

Auch während der bayerischen Landesteilungen in den Jahren 1349 und 1392 wechselte Altenschneeberg mehrfach die Landeszugehörigkeit. Nach 1339 war sie in Pfandbesitz der Herren von Satzenhofen, ab 1349 gehörte sie dauerhaft zu Niederbayern. Die Satzenhofer waren inzwischen auch mit der Burg belehnt worden und nannten sich „ze dem Sneberch“.
Wohl um 1396 wurde Herrschaft und Burg Altenschneeberg vermutlich geteilt, als auch Parzifal Zenger, der Hofmeister der Herzöge Ernst und Wilhelm III. von Bayern-München, mit Herrschaft und Burg belehnt wurde. Auch sie nannten sich in der Folge „von Schneeberg“. Im Jahr 1429 wurde die Burg vermutlich im Zuge der andauernden Fehde Tristrams I. Zenger mit den bayerischen Herzögen angegriffen. 1459 erklärte Tristram II. die Burg zum offenen Haus gegenüber Herzog Ludwig IX. von Bayern-Landshut.
Ab dem Jahr 1488 waren die Zenger unter den Oberpfälzer Landsassen, die Oberhoheit war anscheinend in der Zwischenzeit an die Pfälzer Wittelsbacher übergegangen. 1489 erfolgte eine Lehensauftragung der Brüder Wilhelm und Hans Satzenhofer an Pfalzgraf Otto II. Am 10. Juli 1489 traten die Brüder Jörg und Jobst Zenger dem Löwlerbund bei und ein Jahr später wurden die Burgen der Mitglieder des Bundes, also auch Burg Altenschneeberg, von König Wladislaw II. von Böhmen unter seinen Schutz gestellt.
Die Zenger sind bis 1507 mit Georg und Christoph auf der Burg bezeugt, in der Folgezeit konnte Ritter Thomas Fuchs von Wallburg bzw. dessen Sohn die geteilte Herrschaft nach und nach von den Zengern und den Satzenhofern erwerben, sie nannten sich aber erst ab 1526 nach der Burg Altenschneeberg.
1527 hatte Thomas als Reichshauptmann für Schneeberg und seine böhmischen Lehen Reichenstein und Schönsee von Kaiser Karl V. einen umfassenden Freiheitsbrief erhalten, musste sich aber schon 1530 dem Pfalzgraf Friedrich II. bzw. seinem Bruder dem Kurfürsten Ludwig V., die eine Entfremdung des Gebietes fürchteten, wieder unterwerfen.
Zu dieser Zeit war Burg Altenschneeberg schon verlassen und der Sitz der Herrschaft nach Tiefenbach verlegt worden.
1557 wurde nur noch ein „alt zerbrochen Burg-Stall“ erwähnt. Die Ruine diente zu der Zeit als Steinbruch, angeblich wurde der Turm der Kirche im nahen Heinrichskirchen aus Steinen der Burg Altenschneeberg erbaut.
Heute ist die Stelle der ehemaligen Burg größtenteils mit Gras bewachsen und ist durch einen Wanderweg erschlossen. Von der Burg sind nur noch wenige Fundamentreste obertägig erhalten, außerdem noch der Halsgraben bzw. der Wallgraben im Süden.
Eine archäologische Ausgrabung wurde bis heute (2010) noch nicht durchgeführt, so dass über die Bebauung nur sehr wenig bekannt ist. Die Oberburg dient heute als Rastplatz und Aussichtspunkt.

## Beschreibung
Die Stelle der ehemaligen Spornburg liegt auf einem nach Süden gerichteten Sporn, der aus dem südlichen Ende des Signalberges hervorspringt (Bild 2). An der Süd- und Westseite fällt der Sporn zum Tal hin ab, so dass die Anlage auf zwei Seiten hervorragend vor einem Angriff geschützt war. Die Nord- und die Ostseite steigen dagegen an, so dass dort zum Schutz ein Graben, im Südostteil ein Wallgraben (Bild 4 und 5) angelegt werden musste.
Die Fläche der abgegangenen Burg ist von ovaler Form und etwa 160 mal 75 Meter groß. Sie teilt sich in eine Oberburg und in eine Unterburg, die als Vorburg diente.
Die Unterburg umgab die Nord- und Nordwestseite und die gesamte Ostseite eines Felsriffes, auf der die Oberburg einst stand. Da die an der Ostseite gelegene Unterburg an der dem Feind zugekehrten Angriffsseite lag und außerdem leicht ansteigt, musste dieser Teil der Burganlage durch einen Halsgraben gesichert werden. Dieser Graben ist U-förmig, etwa 13 bis 20 Meter breit und bis zu 6 Meter tief. Er ist auf seiner Nordseite nur noch schwach ausgeprägt und aus den Fels gehauen, im Nordwestteil der Anlage läuft der Graben im Steilhang aus. Ab der Mitte des Grabens ist noch ein schwacher Außenwall erhalten, der sich, da das Vorgelände hier in einer Stufe bis zur Sohle des Grabens abfällt, im Südteil als etwa 1,5 Meter hoher Wall weiter nach Süden verläuft, dann nach Westen umbiegt und an die Steilkante der Unterburg anbindet.
Die bis zu 30 Meter breite östliche Unterburg fällt in einer Stufe nach Süden ab und war so in zwei Bereiche geteilt (Bild 8). Im Nord- (Bild 6) und Ostbereich (Bild 7) wird sie durch den Graben begrenzt, im Süden (Bild 9) fällt sie in einer steilen Geländestufe etwa 5 Meter ab und wird dort durch den Wall zusätzlich geschützt. An der Nordseite der Burganlage sind noch schwache Reste eines abgegangenen, vermutlich mehrräumigen Gebäudes der Unterburg erkennbar. Dieser Teil der Unterburg ist stark mit Felsen durchsetzt, der nordwestliche Teil dagegen ist als etwa dreieckige Terrasse geformt (Bild 10), die ebenfalls in einer steilen Geländestufe abfällt.
Die Oberburg lag auf einem etwa 70 Meter langen und von Nord nach Süd verlaufenden Felsriff, das auf seiner Oberfläche ein zweigeteiltes Plateau bildet (Bild 3). Das Riff steigt etwa 10 Meter über die Unterburg an und fällt auf allen Seiten sehr steil, teilweise sogar senkrecht ab. An der Südseite (Bild 1) fällt des Riff dann als felsiger Kamm weiter ab. Das Plateau fällt zur Westseite etwa 2 Meter ab und zeigt auf der höchsten Stelle noch Grundmauerreste eines ehemaligen Gebäudes. Auch auf dem breiten und ebenen Südteil der Oberburg (Bild 11) stand wohl ein weiteres Gebäude.

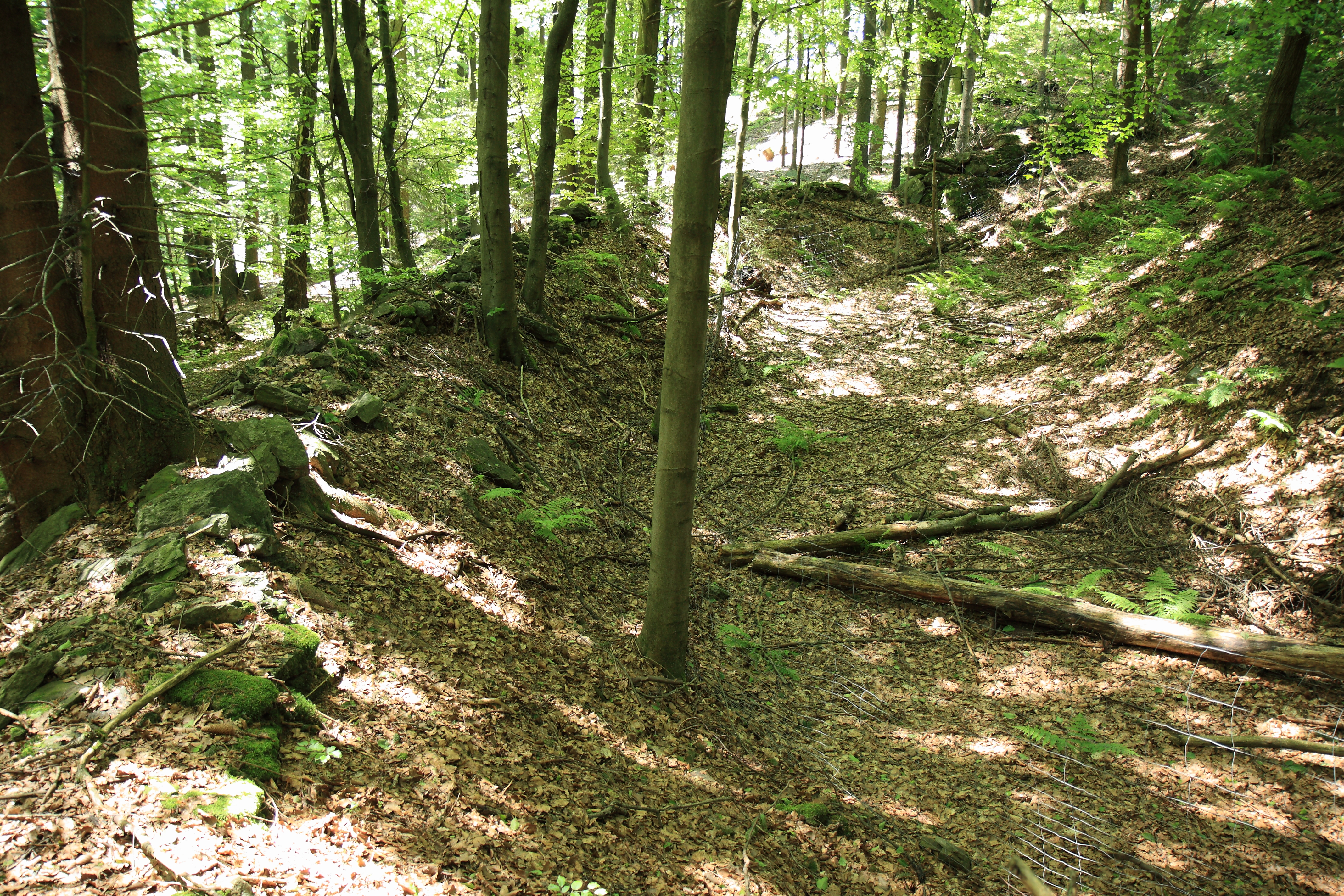
Bild 4: Das Ende des Wallgrabens an der Südseite der Burganlage
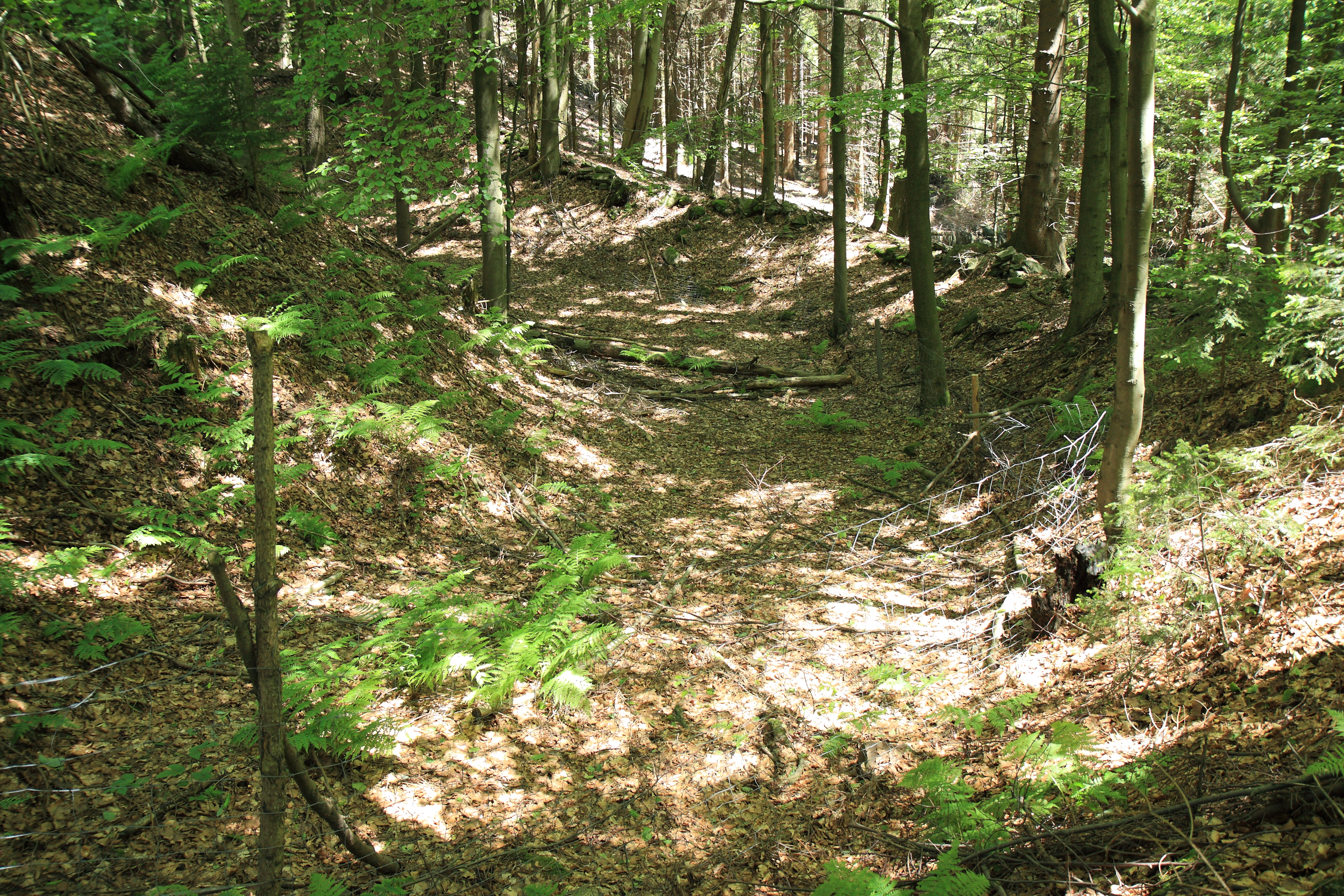
Bild 5: Der Wallgraben an der Südwestseite der Burganlage
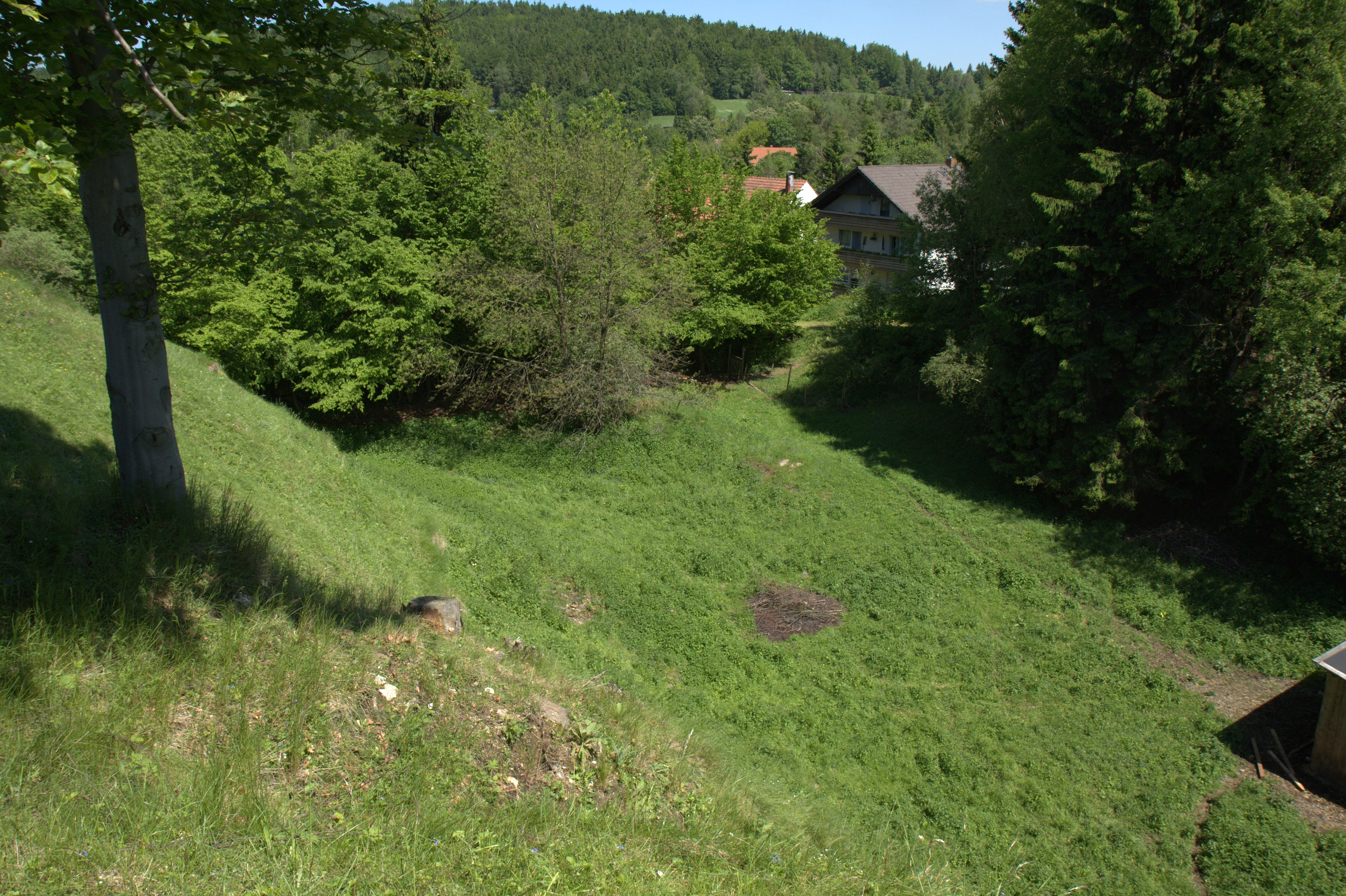
Bild 6: Die nordöstliche Unterburg von der Stelle der Oberburg aus
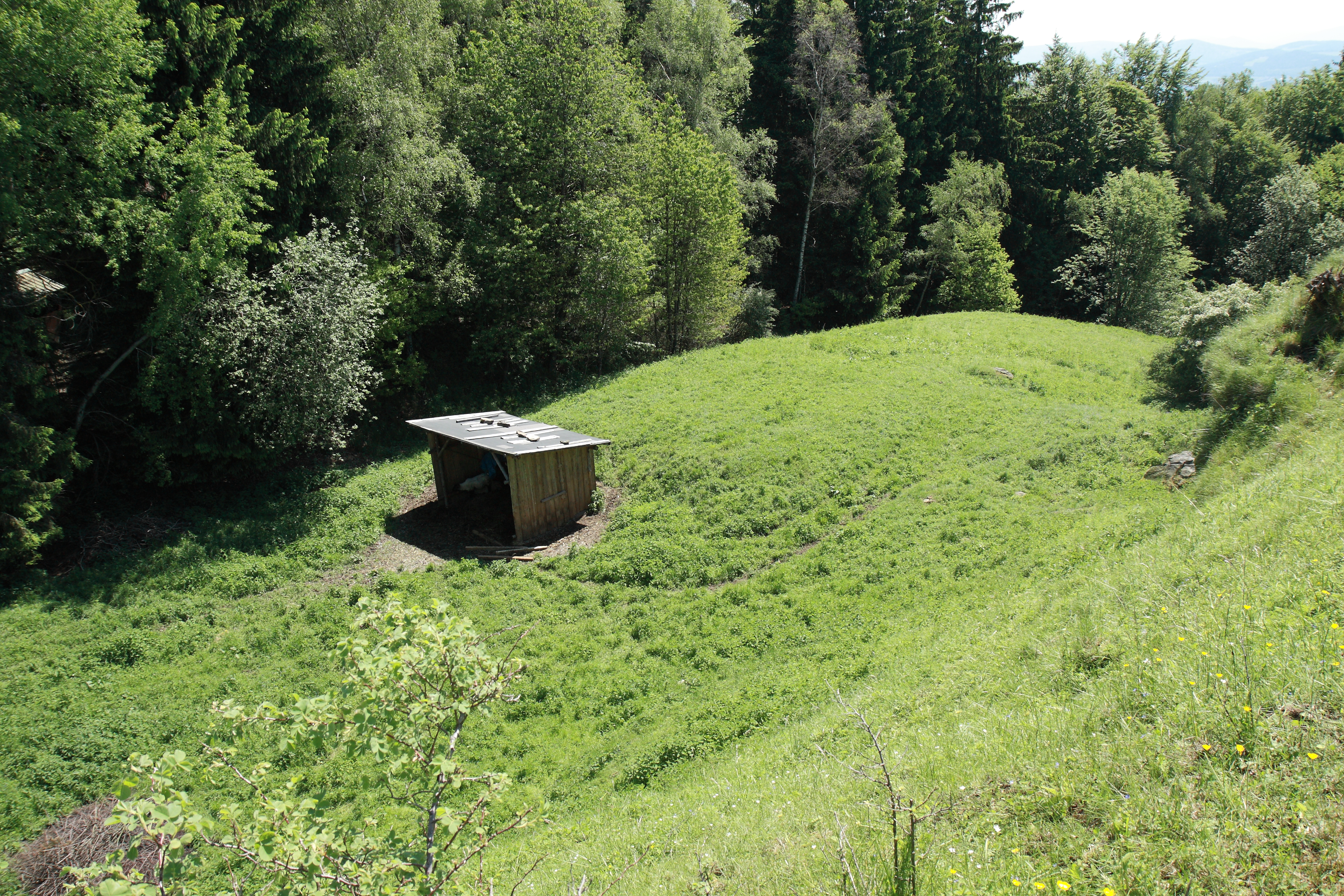
Bild 7: Die östliche Unterburg von der Stelle der Oberburg aus
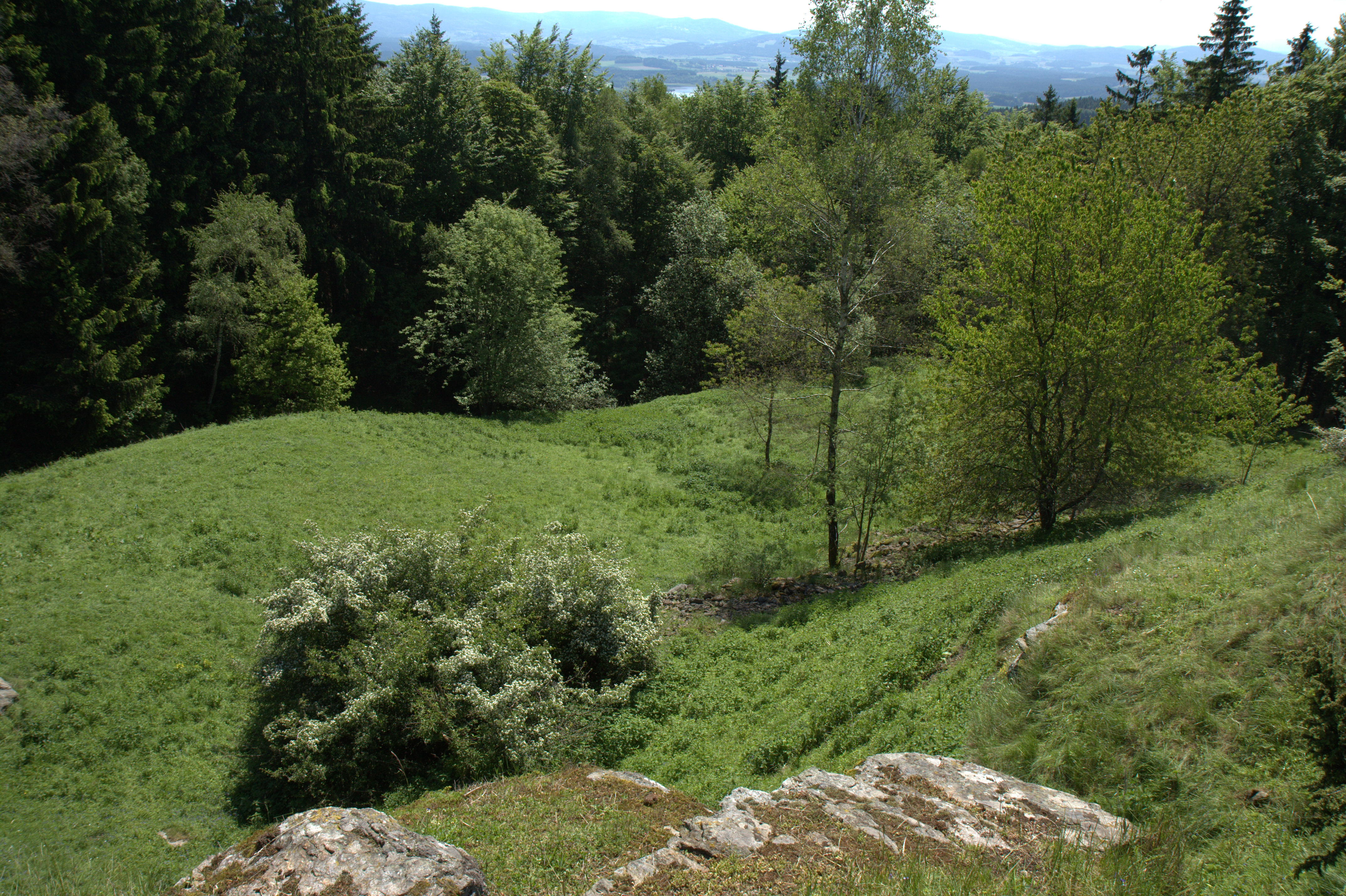
Bild 8: Die östliche Unterburg von der Stelle der Oberburg aus
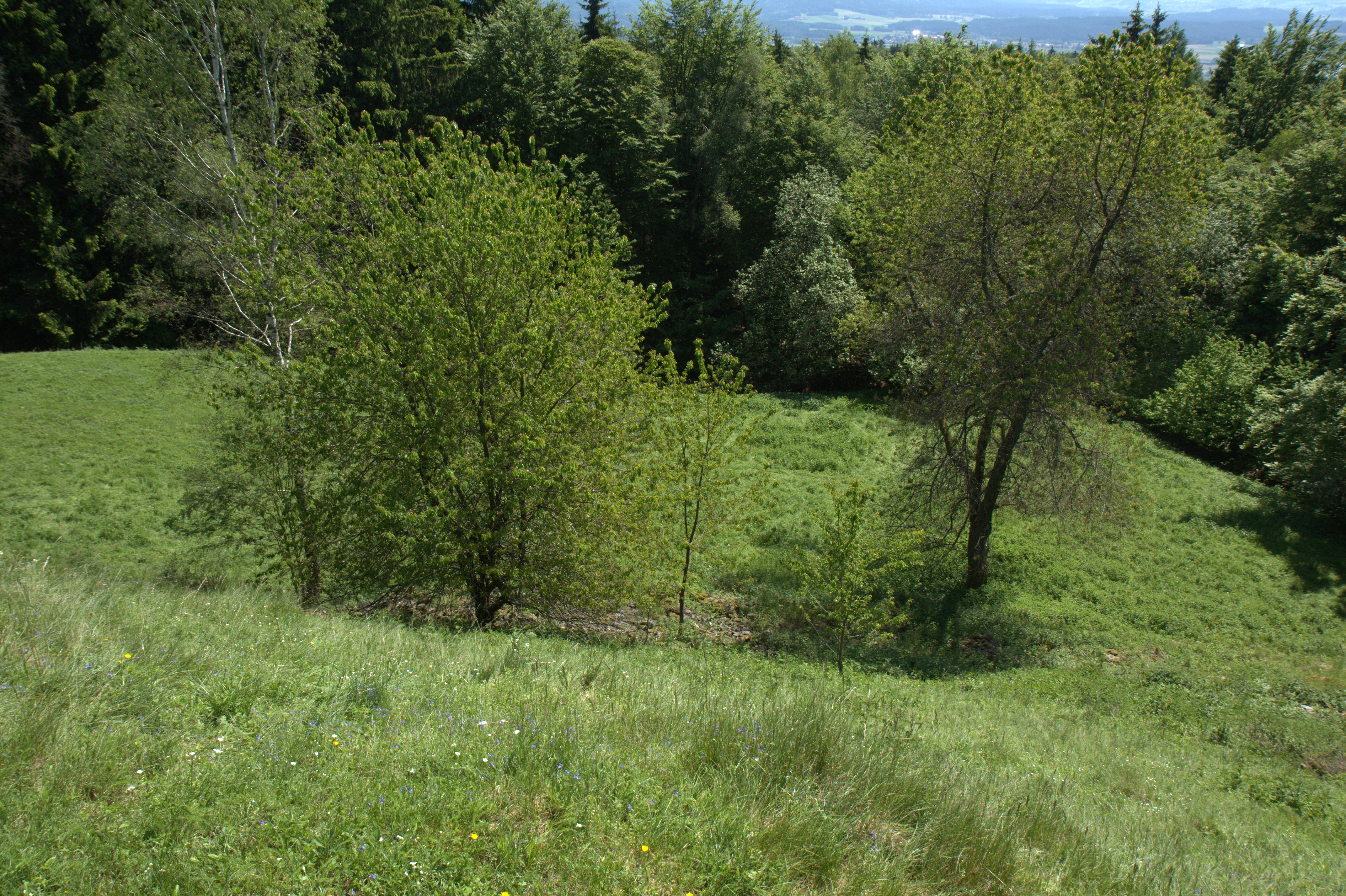
Bild 9: Die südöstliche Unterburg von der Stelle der Oberburg aus
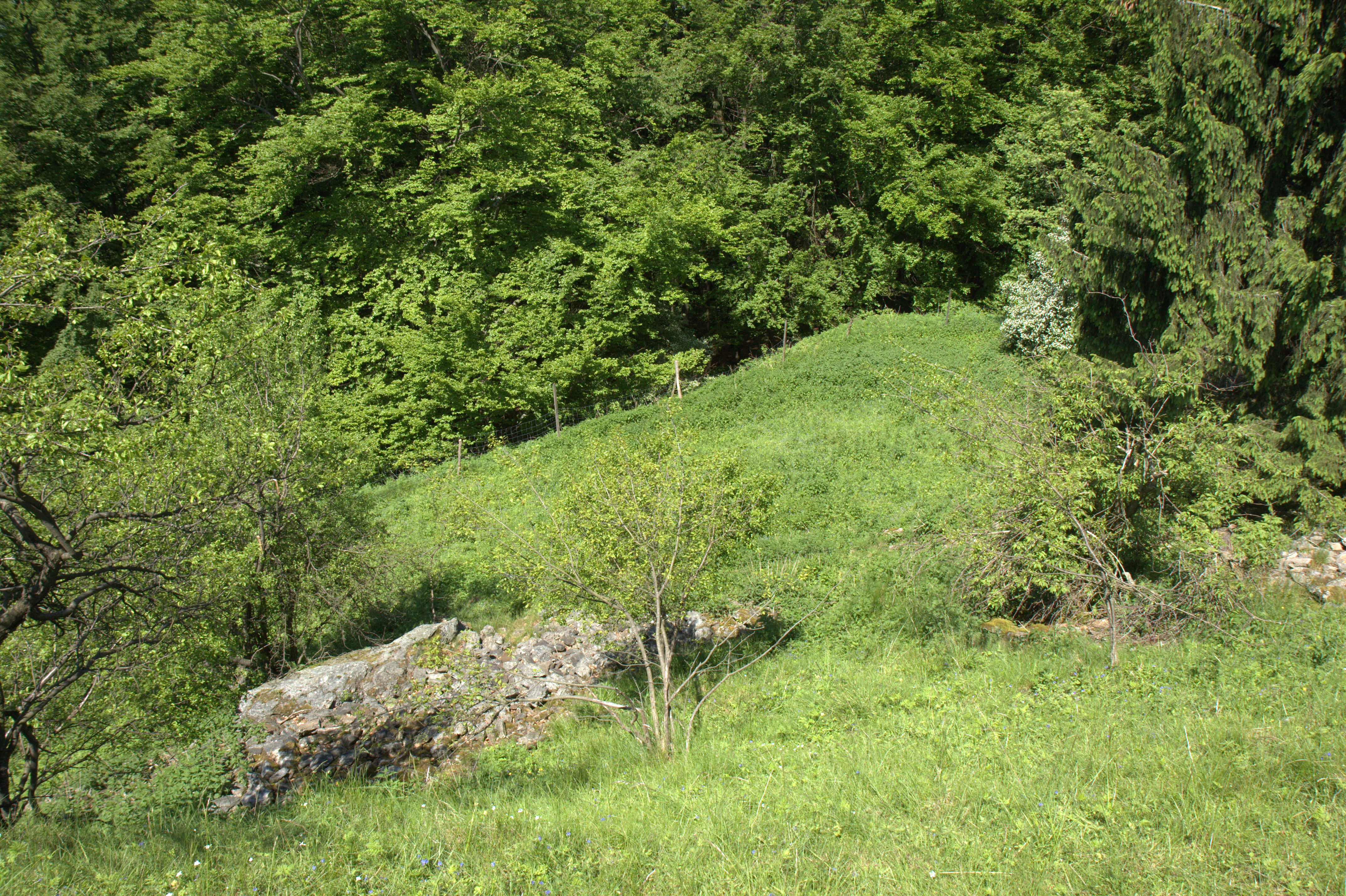
Bild 10: Die nordwestliche Unterburg von der Stelle der Oberburg aus
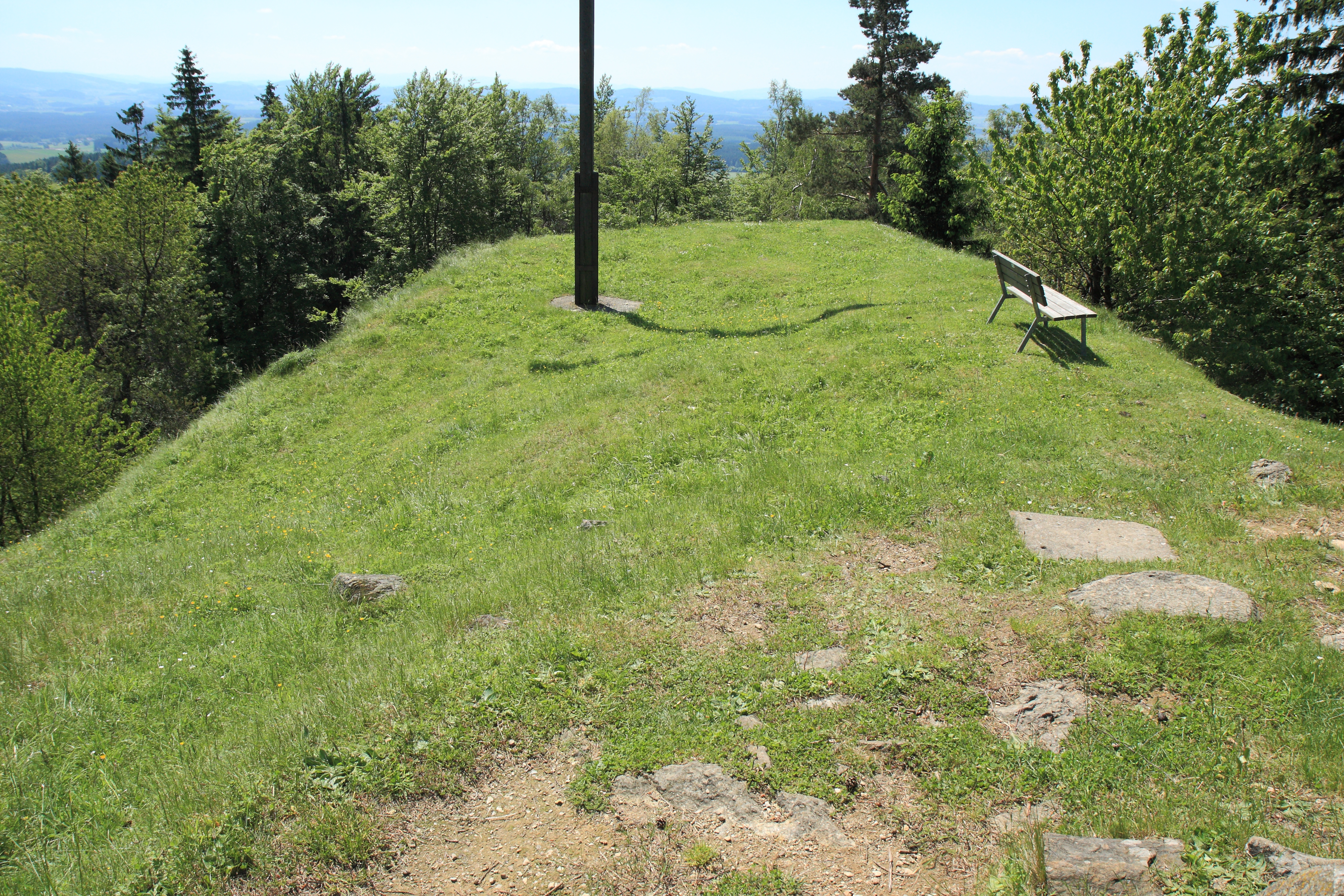
Bild 11: Der Südteil der Oberburg
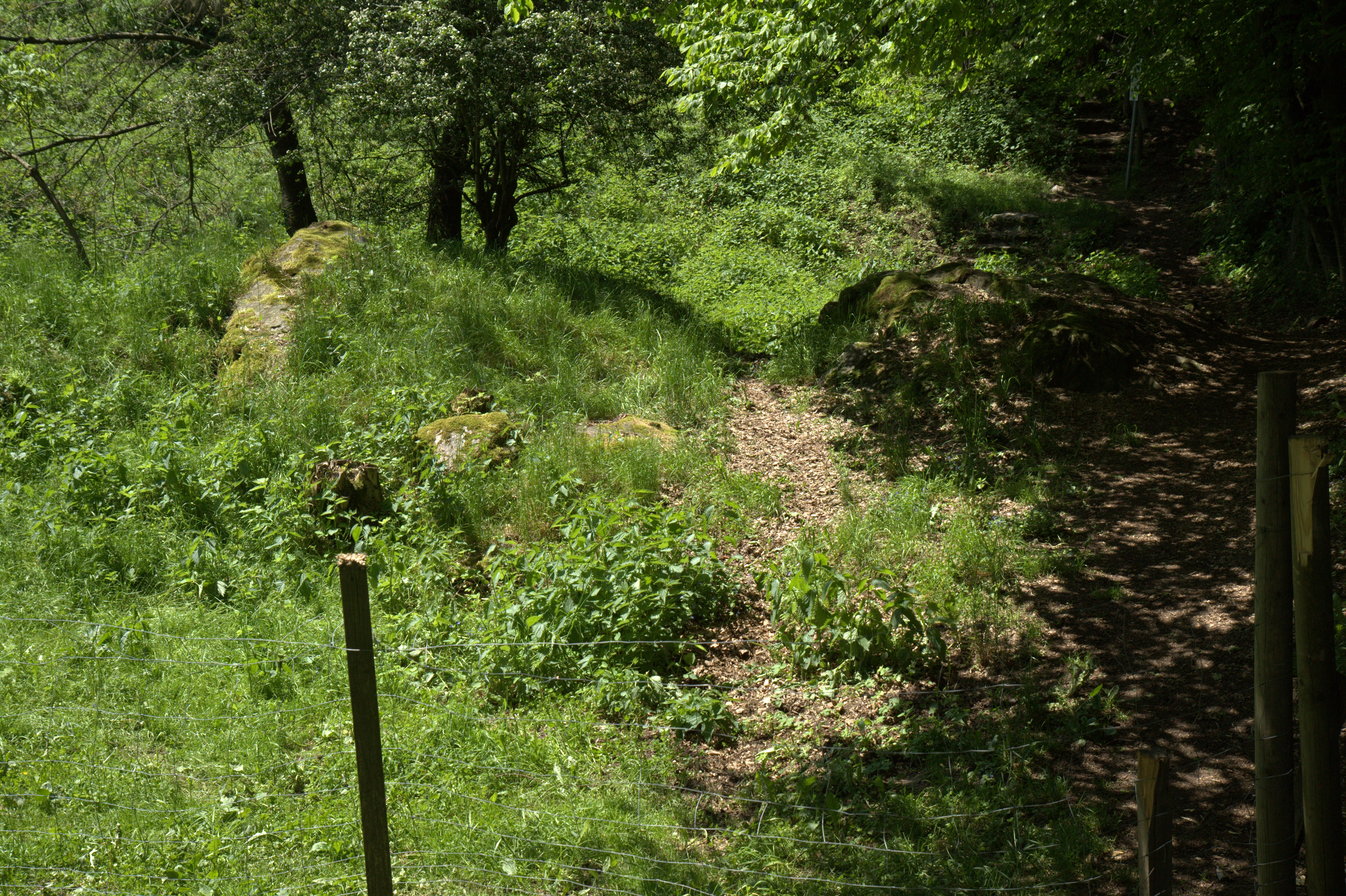
Bild 12: Der ehemalige Zugang zur Burg Altenschneeberg